# Герб Улан-Удэ
Герб Улан-Удэ — официальный символ города Улан-Удэ. Впервые принят в 1790 году, современный вариант — 2005 году. Герб внесён в Государственный геральдический регистр Российской Федерации под регистрационным номером 2022.

## Описание
Официальное описание герба:
В золотом поле накрест зелёный опрокинутый отворённый влево рог изобилия с исходящими из него зелёными листьями и червлёными (красными) плодами, поверх которого чёрный Меркуриев жезл. Щит увенчан золотой башенной короной о пяти зубцах, на центральном зубце изображено «соёмбо» — традиционный бурятский символ вечной жизни, круг, сопровождённый внизу положенным в поясе полумесяцем, вверху пламенем о трёх языках; в нижней части короны изображён национальный орнамент, символизирующий национальные традиции.
Авторы герба: сестры Ольга Павловна Зильберман и Юлия Павловна Зильберман.

## Символика
Гербом города Улан-Удэ является исторический герб города Верхнеудинск (переименован в Улан-Удэ в 1934 году), высочайше утверждённый 26 октября 1790 года, оригинальное описание которого гласит: «В золотом поле Меркуриев жезл и рог изобилия в знак, что в том городе происходит знатный торг и условия о торге». В верхней части щита расположена башенная корона, указывающая на статус города Улан-Удэ — столицы субъекта Российской Федерации, изображенная на центральном зубце короны «соёмбо» — указывающая на принадлежность к Республике Бурятия. В нижней части щита — лента Ордена Трудового Красного Знамени, в память о награждении города в 1984 году.

## История

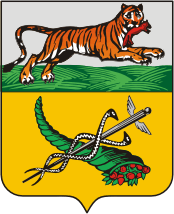
Герб Верхнеудинска

C 1786 года два раза в год в Верхнеудинске проводятся ярмарки. Верхнеудинск постепенно превращается в основной перевалочно-складской и товарораспределительный центр, становится крупным торговым центром.
Герб Верхнеудинска Иркутского наместничества (1782—1803) утвержден Высочайшим Указом Екатерины II 26 октября 1790 года. До 1920 года являлся официальным гербом Верхнеудинска.
Описание герба: «Щит разделен на две части: в верхней герб Иркутский. В серебряном поле щита бегущий бабр, а в роту у него соболь. В нижней части, в золотом поле, Меркуриев жезл и рог изобилия, в знак того, что в городе происходит знатный торг и условия о торге». По русским геральдическим правилам с последней трети XVII века в верхней половине т. н. «нового» (не исторического) герба должно было находиться изображение герба губернского города, а в нижнем — эмблема подчинённого города.
Два главных элемента герба, перекрещиваясь, визуально образуют подобие буквы «У» — заглавную букву названия города, так что герб относится к косвенно-гласным с литерами (аналогично принятым в то же самое время гербам Винницы (W), Харькова (Х), Хотина (Х) и некоторых других городов Российской Империи).

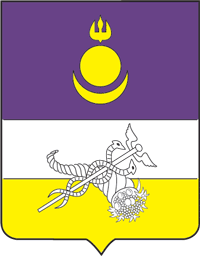
Герб 1998 года

В 1934 году город Верхнеудинск был переименован в Улан-Удэ.
Герб Улан-Удэ утвержден Решением сессии горсовета 24 сентября 1998 года. «Гербовый щит пересечен. В верхнем лазуревом поле золотое соёмбо (с герба Бурятии), в нижнем поле, пересеченном серебром и золотом, скрещенные кадуцей и рог изобилия.»
20 октября 2005 года Улан-Удэнский городской Совет депутатов утвердил положение о современном гербе города Улан-Удэ.
В новой редакции изменены цвета: вместо прежних трех полос (синий, белый, желтый) утвержден золотой фон. По рекомендации Государственного геральдического совета РФ, в верхней части гербового щита добавлено изображение короны.